# XIII Korpus
Il XIII Corpus, in cirillico Тринаести српски корпус in serbo-croato Trinaesti srpski korpus ("Tredicesimo corpo serbo"), è stata una formazione militare dell'Esercito Popolare di Liberazione della Jugoslavia che venne costituita il 7 settembre 1944 in Serbia meridionale per contribuire alla liberazione di quella regione della Jugoslavia, durante la Seconda guerra mondiale sul Fronte jugoslavo.
Il XIII Korpus, formato con i distaccamenti partigiani serbi, raggiunse alcuni importanti successi e partecipò alla liberazione di Niš; venne sciolto alla fine dell'anno 1944 dopo la completa liberazione della Serbia.

## Storia
Il Comando supremo dell'Esercito popolare di liberazione attivò il XIII Korpus il 7 settembre 1944 aggregando la veterana 2ª Divisione proletaria con due nuove formazioni costituite in Serbia, la 22ª Divisione serba e la 24ª Divisione serba; la nuova formazione venne assegnata, insieme al XIV Korpus, all'esperto generale Koča Popović per le operazioni in corso nella Serbia meridionale contro le forze tedesche e bulgare che occupavano da oltre tre anni quella regione. Dopo pochi giorni peraltro, il 20 settembre 1944, la 2ª Divisione proletaria venne ritirata dal XIII Korps che ricevette in sua sostituzione la 46ª Divisione serba; nel mese di ottobre 1944 il korpus venne rafforzato con l'arrivo anche della 47ª Divisione serba. Il comandante del XIII Korpus fu il generale montenegrino Ljubo Vučković mentre il commissario politico fu Vasilje Smajević.

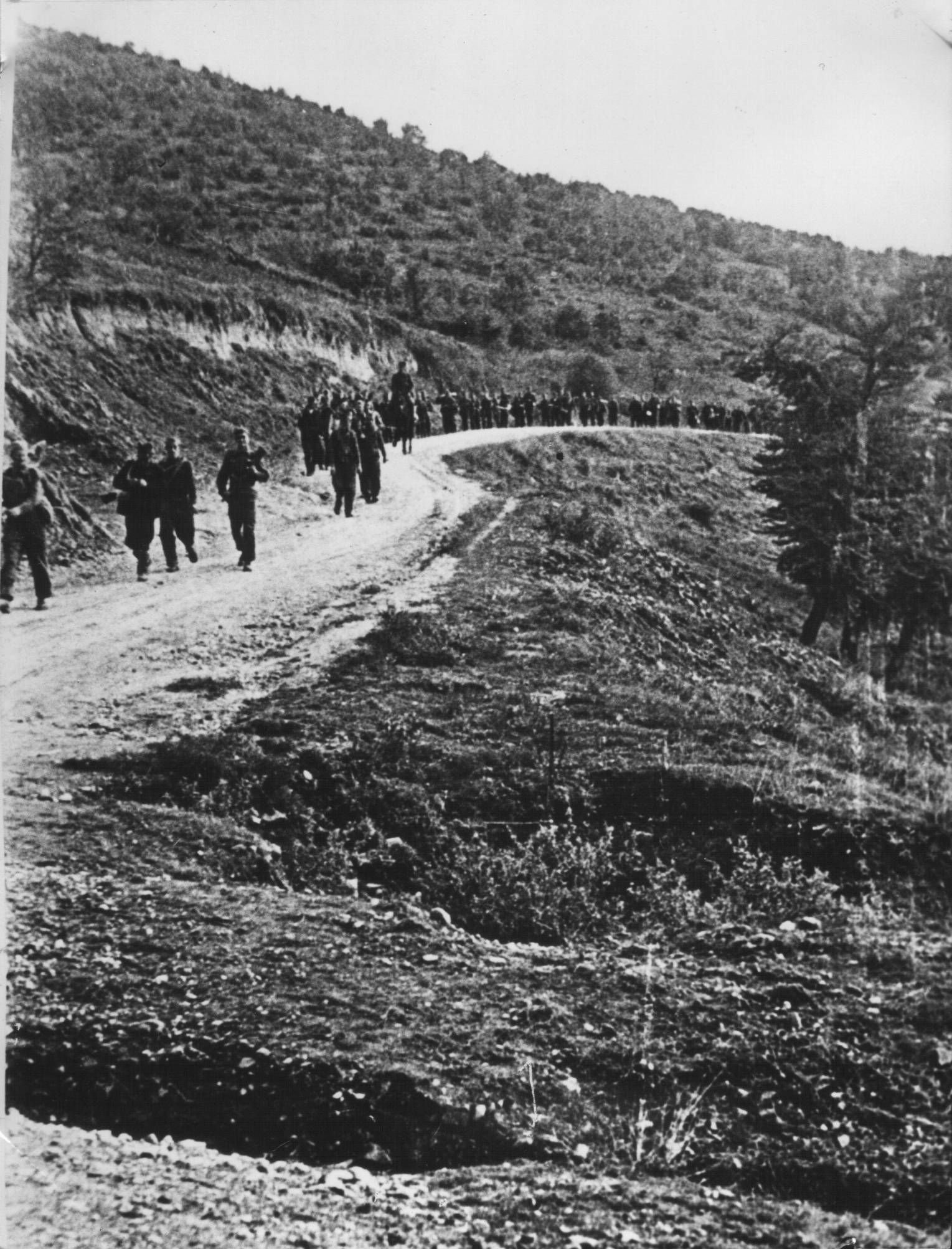
I partigiani del XIII Korpus durante le operazioni a Niš e Leskovac.

Il XIII Korpus entrò in azione nella Serbia meridionale nel territorio compreso tra i fiumi Ibar, Morava occidentale e Nišava, il confine bugaro-jugoslavo, il fiume Pčinja e le frontiere del Kosovo. Posto alle dipendenze inizialmente del Comando generale partigiano per la Serbia, l'8 settembre 1944 ricevette l'incarico di avanzare lungo le valli della Morava meridionale e della Nišava per bloccare la via di ritirata del Gruppo d'armate E tedesco che stava evacuando la Grecia e la Macedonia. Le operazioni ebbero successo; all'inizio del mese il XIII Korpus liberò l'8 settembre Vranje, Bujanovac, Vladičin Han e Surdulica e il 10 settembre Babušnica, Pirot, Caribrod e Bosilegrad; i partigiani sconfissero anche le formazioni cetniche collaborazioniste. I tedeschi invece cercarono di proteggere la ritirata del Gruppo d'armate E mantenendo il possesso di Niš, Leskovac e Vlasotince.
Alla fine di settembre e ai primi di ottobre 1944, il XIII Korpus affrontò in combattimento le prime formazioni del Gruppo d'armate E che cercavano di risalire a nord lungo la direttrice Skopje-Belgrado; la situazione dei tedeschi divenne molto difficile e il loro tentativo di sfondamento venne respinto. Tra l'8 e il 14 ottobre 1944 il korpus prese parte ai combattimenti più importanti della sua storia contribuendo in modo decisivo, insieme alle unità dell'esercito bulgaro e ad alcune divisioni dell'Armata Rossa, alla brillante vittoria di Niš. L'importante città venne liberata dai partigiani e le truppe tedesche subirono pesanti perdite; la divisione SS "Prinz Eugen" venne nettamente sconfitta. Contemporaneamente alla vittoria di Niš, i partigiani del XIII Korpus liberarono Vlasotince il 10 ottobre e Leskovac e Vrenje l'11 ottobre.
Con la liberazione di Niš e Vranje vennero distrutti numerosi reparti tedeschi e venne bloccato l'accesso alla valle della Morava; il Gruppo d'armate E riuscì tuttavia ad evitare la catastrofe completa e trovò una nuova via d'uscita marciando verso nord lungo la direttrice Novi Pazar-Višegrad e salvando la maggior parte dei suoi uomini e dei materiali. Nella seconda metà di ottobre e in novembre il XIII Korpus partecipò alle operazioni per la liberazione del Kosovo; le formazioni partigiane entrarono a Pristina il 19 novembre, Opština Vučitrn il 20 novembre, Kosovska Mitrovica, il 22 novembre e Novi Pazar, il 30 novembre 1944.
Dopo la conclusione delle operazioni in Kosovo, il quartier generale dell'Esercito popolare decise di sciogliere il XIII Korpus a partire dal 3 dicembre 1944 e le sue unità vennero messe fino alla fine della guerra di liberazione sotto il comando diretto del quartier generale partigiano della Serbia con compiti di presidio e controllo del territorio.